# Official Irish Republican Army
De Official Irish Republican Army (OIRA), beter bekend als de Official IRA, was een gewapende marxistische organisatie die in 1969/1970 ontstond door een splitsing binnen de Irish Republican Army (IRA). De groep wordt verantwoordelijk gehouden voor 52 doden. De Official IRA zag zichzelf als de enige echte IRA, de "officiële" IRA dus.

## Geschiedenis
De afsplitsing van de Official IRA volgde na hevige rellen in augustus 1969, waarbij de leiders van de IRA niet slaagden in de verdediging van de rooms-katholieke buurten. Dit veroorzaakte een conflict binnen de IRA tussen de traditionele katholieken (de Provisionals) en de marxisten. De eerste groep ageerde voor een burgeroorlog, de tweede wilde enkel de Britten het land uit jagen en katholieke buurten gewapend verdedigen. De traditionele katholieken splitsten zich af tot de Provisional IRA. De Official IRA had in eerste instantie de steun van de meeste IRA-eenheden, maar later verloren ze de meeste steun weer aan de Provisionals.
De Official IRA voerde een stadsguerrilla tegen de Britse troepen in Noord-Ierland. Het doel was te vechten tegen wat de groep beschouwde als Brits imperialisme. De groep wilde ook een socialistische republiek in Noord-Ierland oprichten.
Het eerste grote conflict vond plaats in juli 1970, toen vuurgevechten uitbraken tussen Britse troepen en de Official IRA in de buurt Lower Falls van Belfast, waar de groep veel steun had. In augustus 1971 vermoordde de groep John Barnhill, een senator van de Ulster Unionist Party, de eerste politieke moordaanslag in Noord-Ierland sinds 1927. In februari 1972 voerde de groep ook een moordpoging uit op een andere politicus, John Taylor, maar deze aanslag faalde.
In reactie op Bloody Sunday pleegde de groep op 22 februari 1972 een bomaanslag op de legerbasis in Aldershot, waarbij zeven burgers om het leven kwamen. De groep liet weten dat dit het begin zou zijn van een grote bomcampagne, maar al in mei van datzelfde jaar verklaarde de groep haar gewapende activiteiten ten einde.
Ondanks deze wapenstilstand volgden tot midden 1973 nog een aantal aanslagen op Britse troepen. Ook was de groep in conflict met de Provisional IRA, een andere afsplitsing van de IRA. In 1974 splitste een radicale fractie binnen de Official IRA, die de wapenstilstand weer wilde beëindigen, zich af onder de naam Irish National Liberation Army.

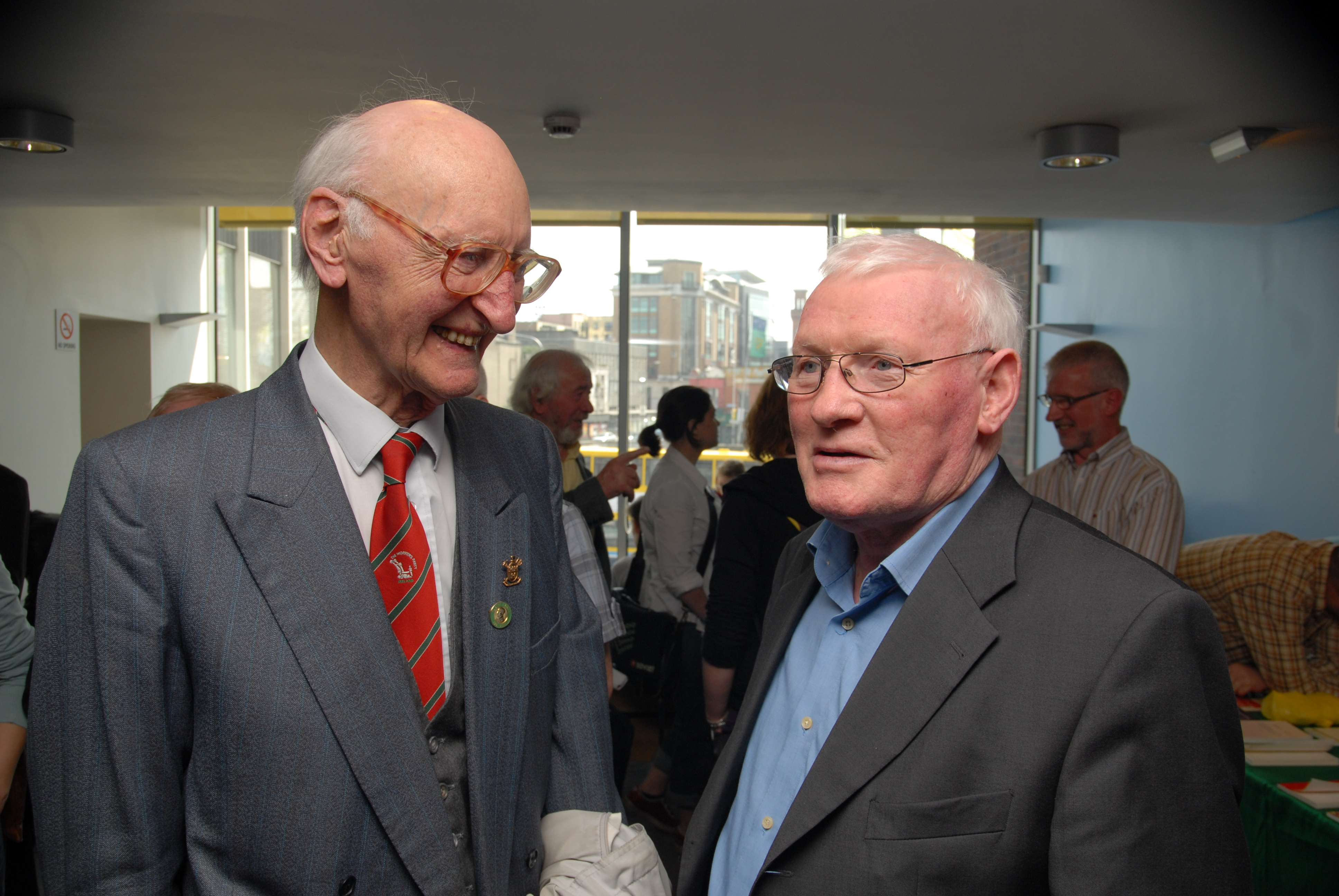
Seán Garland (rechts) in 2008

Vanaf het midden van de jaren 70 richtte de Official IRA zich op het bereiken van haar doelen via gangbare politieke methoden, in nauwe samenwerking met de marxistische partij Official Sinn Féin, nu de Workers' Party of Ireland geheten. In latere jaren werd de Official IRA in de Ierse pers verscheidene malen beschuldigd van georganiseerde misdaad. Seán Garland, een leider van de Official IRA en president van de Workers' Party of Ireland, werd in 2005 beschuldigd door de Amerikaanse autoriteiten van het assisteren van Noord-Korea bij het maken en verspreiden van valse dollars.
In 2009 besloot ook deze groep tot ontwapening, net als vele andere paramilitaire groepen in Noord-Ierland.